# Joan Vidal i Prat
Joan Vidal i Prat (Badalona, 20 de gener de 1893- 28 de gener de 1975) va ser un dels pioners de la radiodifusió a Espanya.

## Biografia

### Primers anys
Fill de Francesc Vidal, llauner amb botiga al carrer de Mar que s'havia encarregat d'instal·lar l'enllumenat a Badalona finals de segle xix, i d'Àngela Prat. De la seva infantesa no se'n saben gaires coses: va educar-se a l'escola elemental i des dels onze anys estudià música, cursant solfeig i clarinet dels 13 als 18 anys a l'Escola Municipal de Música de Barcelona.

### Interès per la radiodifusió
Des dels 14 va treballar al ram de l'electricitat al costat del seu pare, després d'haver fet cursos especials de pèrit instal·lador electricista, certificat pels enginyers de la Companyia Barcelonina d'Electricitat. Arran d'aquesta activitat, el 1913 va estudiar les llavors anomenades ones Marconi, és a dir de radiodifusió, i l'any següent va començar a rebre senyals mitjançant un cohesor de Brandly, carbur de silici i, finalment, galena, que li va proporcionar el 1913 el seu company, el veterinari Francesc Ferreras. També va aprendre Morse i passà de la recepció a la difusió d'ones, fins a fabricar un emissor de bobina de Ruhmkorff. A la Universitat de Barcelona va compartir coneixements amb el professor Josep Baltà Elias.

### Primeres transmissions
El 5 de febrer de 1914, a les onze del matí va aconseguir captar els senyals radiotelegràfics de l'estació de Montjuïc, que servia per orientar els vaixells, una fita que succeïa deu anys abans de la primera emissió de ràdio a Espanya; a davant de casa de Vidal, al carrer de Mar, 97, s'hi formaven cues de gent que volia escoltar els senyals que rebia. Uns mesos més tard va aconseguir fer una de les primeres transmissions que es van fer a l'Estat; en col·laboració amb Ramon Morros i Ribalta va enviar amb èxit un senyal de l'alfabet Morse.
Durant l'època de la Primera Guerra Mundial, Vidal va aturar les activitats i va aprofitar per estudiar. Al mes d'octubre de l'any 1920, en col·laboració amb l'enginyer doctor Calvet, va rebre els senyals horaris des de la Torre Eiffel amb una longitud d'ona de 1.500 m. En aquest moment decideix construir un receptor per escoltar els senyals, i el 1921, amb col·laboració d'altres afeccionats a la ràdio, Francesc Ferreras i Josep Sayol, van fer una audició radiofònica al Cinema Picarol, que va congregar molta gent a mitjanit per escoltar el Big Ben de Londres i la Torre Eiffel de París.

### Creació de Ràdio Barcelona EAJ-1
Va participar en la creació de la primera emissió de l'Estat, Ràdio Barcelona EAJ-1, l'any 1924, amb la seva colla d'amics de Barcelona. En posar-se en servei l'emissora el 14 de novembre, instal·lada a l'Hotel Colón, es va fundar l'Associació Nacional de Radiodifusió, essent membre de la seva junta directiva fins a l'any 1935.
L'any 1929 forma part de la Junta de la Ràdio Associació de Catalunya, i junt amb els senyors Lagoma, Morros, Eudald Aymerich i Vicente Guiñau posà en marxa, en ona curta, l'emissora EAR 157 germana de la EAJ-15 que emet en ona mitjana.

### Creació de Ràdio Badalona EAJ-39
El 1933 va fundar Ràdio Badalona EAJ-39, arran d'un decret de la Direcció General de Telecomunicacions de 1932, autoritzava la instal·lació d'estacions locals, fet que va donar lloc al fet que Joan Vidal fundés Ràdio Badalona EAJ-39, que més endavant passaria a denominar-se Ràdio Miramar.

### Darrers anys
Va treballar a Ràdio Badalona fins a 1946, quan l'emissora ja començava a ser coneguda com Ràdio Miramar i la seva desvinculació amb Badalona manifesta. Vidal va decidir marxar per desacord amb els dirigents d'ERESA. Els anys següent va dirigir una emissora local de Còrdova, però va decidir recuperar l'emissora que havia creat i va pledejar amb Estanislau Puiggròs per recuperar la titularitat de l'emissora, però malgrat guanyar, l'antic soci de Puiggròs, Jacques Tremoulet, va continuar dominant la situació. Amb tot, el 1961 es va fer càrrec de la direcció de l'emissora, quan les instal·lacions s'havien traslladat a Barcelona, a la plaça de Catalunya, i va posar en marxa un reapropament amb Badalona amb el programa d'actualitat «Badalona al dia». Va ser-ne director fins pocs mesos abans de la seva mort el dia 28 de gener de 1975.

## Homenatges
Un carrer de Badalona, al barri de Montigalà, nom que va ser aprovat el 6 de maig de 1992.